# Sarcófago de Astorga
El sarcófago de Astorga es un sarcófago paleocristiano hallado en el municipio leonés de San Justo de la Vega y, posteriormente, trasladado a la Catedral de Astorga. En el siglo X fueron depositados en él los restos mortales de Alfonso III el Magno, rey de Asturias. No obstante, en el año 986, los restos de dicho monarca fueron trasladados a la ciudad de Oviedo, por orden del rey Bermudo II el Gotoso, y depositados en el Panteón de reyes de la Catedral de Oviedo. 
En 1869, durante la etapa del Gobierno Provisional, fue incautado por el Estado español y trasladado a Madrid. En la actualidad se encuentra en el Museo Arqueológico Nacional de Madrid.

## Historia
Los expertos señalan que el Sarcófago de Astorga fue realizado en época preconstantiniana, en el periodo comprendido entre los años 305 y 312, correspondientes al siglo IV de la Era cristiana, y que había sido importado de Roma. En la Alta Edad Media fue descubierto en el municipio leonés de San Justo de la Vega, y fue trasladado a la Catedral de Astorga.
En el año 910 falleció Alfonso III el Magno, rey de Asturias, en Zamora, y sus restos mortales fueron trasladados a la ciudad de Astorga y depositados en este sepulcro, que fue colocado en la capilla de San Cosme y San Damián de la Catedral de Astorga. Posteriormente, en el año 986, los restos de Alfonso III el Magno y los de su esposa, la reina Jimena de Asturias, que había sido enterrada en el mismo templo, fueron trasladados, por orden del rey Bermudo II el Gotoso, a la ciudad de Oviedo, pues el monarca leonés temía que los restos mortales de ambos fuesen profanados por las tropas musulmanas dirigidas por Almanzor, que en esos momentos avanzaban hacia el reino de León. Los restos de Alfonso III y los de su esposa fueron depositados en el Panteón de reyes de la Catedral de Oviedo, donde aún permanecen sepultados.
Tras la extracción de los restos de Alfonso III el Magno, se desconoce el uso dado al sarcófago. En 1869, durante una ausencia del obispo de Astorga de su sede, y en el transcurso del viaje arqueológico de Juan de Dios de la Rada, el sarcófago de San Justo de la Vega fue trasladado a la ciudad de Madrid y depositado en el Museo Arqueológico Nacional, a pesar de las reticencias del cabildo catedralicio astorgano. Los restos humanos depositados en el interior del sarcófago fueron depositados en el interior de una arqueta de nogal, y en la actualidad dicha arqueta se conserva en la sala capitular de la Catedral de Astorga.
En la actualidad, el Sarcófago de Astorga permanece expuesto en el Museo Arqueológico Nacional de Madrid. 

## Descripción del sarcófago
Está realizado en mármol blanco, y los expertos han datado su realización entre los años 305 y 312, correspondientes al siglo IV de la Era cristiana. Mide 2,25 metros de largo, por 0,83 de ancho y 0,73 de alto. Presenta seis escenas de friso continuo en medio relieve, en las que aparecen narradas seis pasajes de la Biblia.
De izquierda a derecha aparecen esculpidas seis escenas a lo largo de uno de los laterales del sepulcro:
1. En la primera escena aparece representada la Resurrección de Lázaro. La figura que representaba a Lázaro fue arrancada del sepulcro, y Cristo aparece representado sin barba y portando en su mano derecha un rollo de papel.
2. La segunda escena representa la negación de San Pedro, y el arresto de este último por dos siervos del Sumo Sacerdote Caifás.
3. En la tercera escena aparece el apóstol San Pedro haciendo brotar agua de una roca, a fin de bautizar a los soldados que lo custodiaban. No obstante, otros autores consideran que en esta escena el individuo representado es Moisés, haciendo brotar el agua del monte Horeb.
4. En el cuarto relieve aparecen Adán y Eva junto a un árbol, del que sólo se conserva la copa y una parte su tronco.
5. La quinta escena representa la Multiplicación de los panes y los peces, y al lado de Cristo, que aparece sin barba, aparecen representados los apóstoles San Andrés y San Felipe.
6. La última escena representa el Sacrificio de Abraham, y la mano de este último, mutilada, es detenida por Dios cuando iba a dar muerte a su único hijo, Isaac, por mandato divino. Las imágenes que representan a Isaac y al cordero sustitutorio se encuentran dañadas.